# Allan Arvastson
Allan Tage Gustaf Arvastson, född 10 oktober 1906 i Huaröds församling, Kristianstads län, död 5 juni 1991 i Eslöv, var en svensk präst och kyrkohistoriker, främst hymnolog
Efter studentexamen i Malmö 1925 studerade Arvastson teologi vid Lunds universitet. Han blev teologie kandidat och prästvigdes i Lund 1929. Arvastson blev sedan teologie licentiat 1945 och teologie doktor 1950. Han blev vikarierande kyrkoadjunkt i Svalöv 1929 och kyrkoadjunkt där 1933. Han var komminister i Eslöv 1935–1954 och kyrkoherde där 1954–1967. Därefter blev han kontraktsprost i Onsjö och Harjagers kontrakt. Arvastson tjänstgjorde som timlärare vid Eslövs högre allmänna läroverk 1949–1954 och Lunds teologiska fakultets praktiska övningskurs 1964–1965. Han hade också uppdrag som ledamot i Lunds teologiska sällskap från 1952 samt ledamot av Hymnologiska institutets granskningsnämnd från 1960. Arvastson skrev artiklar och recensioner i uppslagsverk, tidskrifter och tidningar. Han var ledamot av Nordstjärneorden (LNO).
Arvastson var jämte Emil Liedgren sin tids ledande svenske hymnolog. Han utgav ett stort antal psalm- och psalmbokshistoriska vetenskapliga undersökningar, bland  vilka märks Den Thomander-Wieselgrenska psalmboken (doktorsavhandling 1949), Psalmboksarbetet i Sverige vid slutet av 1800-talet. Förslagen 1889 och 1896 (1954), Svensk psalm under 1900-talet.  Studier beträffande psalmboksfrågan i Sverige från sekelskriftet fram till 1937 (1959),  Den svenska psalmen (1963), Imitation och förnyelse. Psalmhistoriska studier (1971), Svensk psalm genom tiderna (1975). 
Allan Arvastson var son till  folkskolläraren Carl Oskar  Arvastson (1880–1926) och Maria, född Persson (1880–1948). Han gifte sig 1935 med folkskollärare Ingrid, född Lewis-Jonsson (1907–1995), dotter till hovpredikanten Karl Lewis Jonsson och Ruth, född Wihlborg. De fick barnen Bertil (född 1937), Kerstin (född 1940) och Gösta (1943–2023). Makarna Arvastson är begravna på Klockarebackens kyrkogård i Höör.